# Mesochorus procerus
Mesochorus procerus is een vliesvleugelig insect (orde Hymenoptera) uit de familie van de gewone sluipwespen (Ichneumonidae). De wetenschappelijke naam van de soort werd in 1974 gepubliceerd door C.E. Dasch.

## Homoniemen
Voor Mesochorus procerus Schwenke, 1999 zie Mesochorus cummingsae Kittel, 2016